# Zygodon forsteri
Zygodon forsteri är en bladmossart som först beskrevs av Juratzka, och fick sitt nu gällande namn av Kindberg 1897. Zygodon forsteri ingår i släktet ärgmossor, och familjen Orthotrichaceae. Inga underarter finns listade i Catalogue of Life.